# Michael Burges
Michael Burges (* 1954 in Düsseldorf) ist ein internationaler Künstler. Er lebt und arbeitet in Düsseldorf und Italien.

## Leben
Seit 1970 schreibt Michael Burges Kurzgeschichten und Lyrik. Zugleich begann er zu zeichnen und sich mit Objektkunst und experimenteller Musik zu beschäftigen. An der Heinrich-Heine-Universität Düsseldorf studiert er Soziologie (1973–1974), an der Rheinischen Friedrich-Wilhelms-Universität machte er von 1974 bis 1984 seine Magister artium in Vergleichenden Religionswissenschaften, Ethnologie und Indologie. Von 1977 an beschäftigen ihn akustische Environments, Performances und Installationen. Im Jahr 1981 fing er an mit dem amerikanischen Maler Douglas Swan (1930–2000) zusammenzuarbeiten und nahm selbst das Studium der Malerei auf, in welcher 1983 die Abstrakte für sich wählte.

## Werk
Burges selbst teilt sein Schaffen in mehrere, einen zentralen Aspekt verfolgende Serien ein: Eine frühe Serie „CESM Paintings“ (für „Colour Energy and Space Matrix“) untersucht die bildlichen Interaktionen von Farbe und Raum und Energie. Auch übt er über Bezüge zur Musik als strukturiertem Klang „kontrolliertes“ action-painting aus. Die „Shunyata Paintings“ (späte 1990er Jahre) beziehen sich auf die Vorstellungen von „Leere“ und „Relativität“ im Mahayana-Buddhismus und in der tibetischen und chinesischen Philosophie.

„Hier eröffnet sich eine neue Dimension der Malerei, indem die Malerei wirklich transzendiert wird, ihren durch die Wahrnehmung des Betrachters bestimmbaren physikalischen Ort aufgibt und dahin wandert, wo das Bild wirklich Bild wird: Im Kopf des Betrachters. Das auch konzeptuell Entscheidende dabei ist, daß das gesehene Bild zwar wahrgenommen, aber nicht verortet werden kann: Es schwebt frei im Raum, verändert sich durch die Bewegung des Betrachters, niemand weiß zu sagen, wo es eigentlich ist, außer, daß es im Kopf wirkt.“

Die „Hybrid Paintings“ experimentieren mit der Kombination verschiedener Bildstrategien und widersprüchlichen Techniken. Die „Refraction Paintings“ beschäftigen sich mit Licht in seiner „leuchtenden“ (arabisch „dau“) und reflektierenden (arabisch „nur“), und „gebrochenen“ (Burges) Erscheinungsform. In den „Reverse Glass Paintings“ nimmt Michael Burges vorherige Themen wieder auf, und er verarbeitet sie in vielfältigen Farben, Mustern und bildlichen Formen hinter Acrylglasplatten.

## Ausstellungen (Auswahl)
- 2015 Gold, Galerie RotherWinter, im Marmorsaal Henkell & Co, Wiesbaden
- 2013 Reverse Glass Paintings, OMC Gallery of Contemporary Art, Huntington Beach, Los Angeles County, Kalifornien
- 2012 Gold, Galerie Unteres Belvedere, Wien
- 2011 Impact of Colours – Reverse Glass Paintings, Galerie Lausberg, Düsseldorf[6]
- 2010 Reverse Glass Paintings, Lausberg Contemporary, Toronto, Kanada
- 2009 Paintings 2003-2008, Galérie Pascal Verhoeke, Paris
- 2008 Michael Burges 2002-2008, Leeahn Gallery, Daegy, Korea
- 2007 Farbe, Raum, Energie, Mönchehaus Museum, Goslar[7]
- 2004 Painting, Scoeni Art Gallery, Hongkong
- 2001 Selected Works, Städtische Galerie Gladbeck
- 1998 Selected Works 1990-1998, Reichsabtei Aachen-Kornelimünster
- 1995 Malerei, Museum Folkwang, Essen[8]
- 1995 Malerei, Von der Heydt-Museum, Wuppertal